# Place des Capucines
La place des Capucines se situe à  Marseille.

## Situation et accès
Cette place du 1er arrondissement de Marseille, est située au carrefour des rues suivantes : boulevard d'Athènes, boulevard Dugommier, allée Léon-Gambetta, et de la patte d’oie constituée par la rue Tapis-Vert, la rue du Petit-Saint-Jean et la rue Nationale.

## Origine du nom
Le nom de la place honore la mémoire du Couvent voisin des Capucines fondé en 1626 par Marthe d’Oraison, baronne d’Allemagne-en-Provence (premier couvent des Capucines fondé en dehors de Paris), qui donnait sur la place. Un Couvent de Capucins était déjà installé à proximité, sur la rue et la places éponymes.
Sans aucun doute victimes de la Révolution française, les bâtiments du Couvent des Capucines et ses jardins occupaient un grand terrain sur un quadrilatère approximativement et actuellement délimité par le Boulevard d’Athènes à l'Est, les Allées Gambetta au Sud, la rue Lemaître à l'Ouest et la rue Saint-Bazile au Nord.

## Historique
Cette place se trouve à l’emplacement de la porte de la Madeleine de l’ancien rempart de la ville construit sur ordre de Louis XIV de 1669 à 1694 par Nicolas Arnoul. Cette porte de la Madeleine était précédée intérieurement d’une petite place plantée de trois ormeaux que la coutume fit appeler place des fainéants car des personnes s’y promenaient à toute heure. Ce nom perdurera mais le 2 août 1852 un conseiller municipal, l’avocat Deluil-Martiny, demanda de changer l’appellation de ce lieu et le nom de place des Capucines lui fut attribué.
En 1825 la ville de Marseille décide de déplacer sur cette place la fontaine de Dominique Fossati qui se trouvait place Royale, actuellement place du Général-de-Gaulle. La circulation devenant intense sur les boulevards d'Athènes et Dugommier du fait de la mise en service du chemin de fer, la fontaine est déplacée en 1863 pour une implantation plus à l’Ouest. En 2012 la place est réhabilitée et devient plus piétonne.

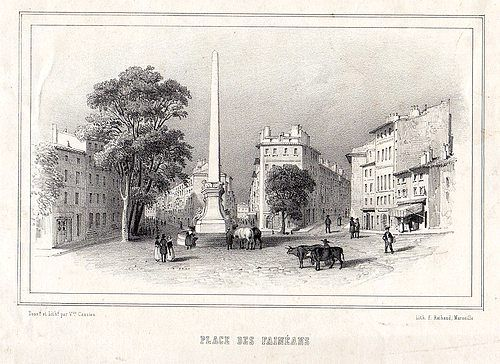
Gravure de la place des Fainéants, actuelle place des Capucines.
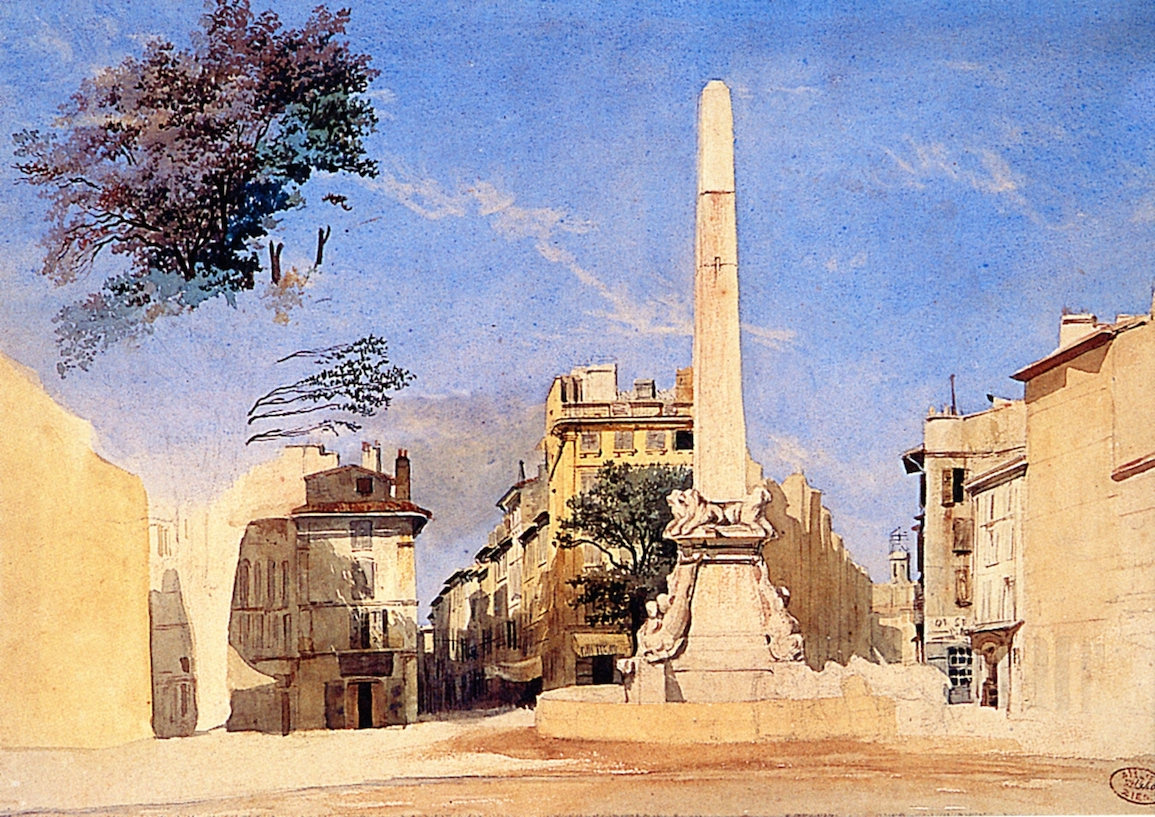
Place des Fainéants, Félix Ziem (1845). Musée Félix Xiem, Martigues, 25 x 36 cm.